# 아스트리드 린드그렌 기념상

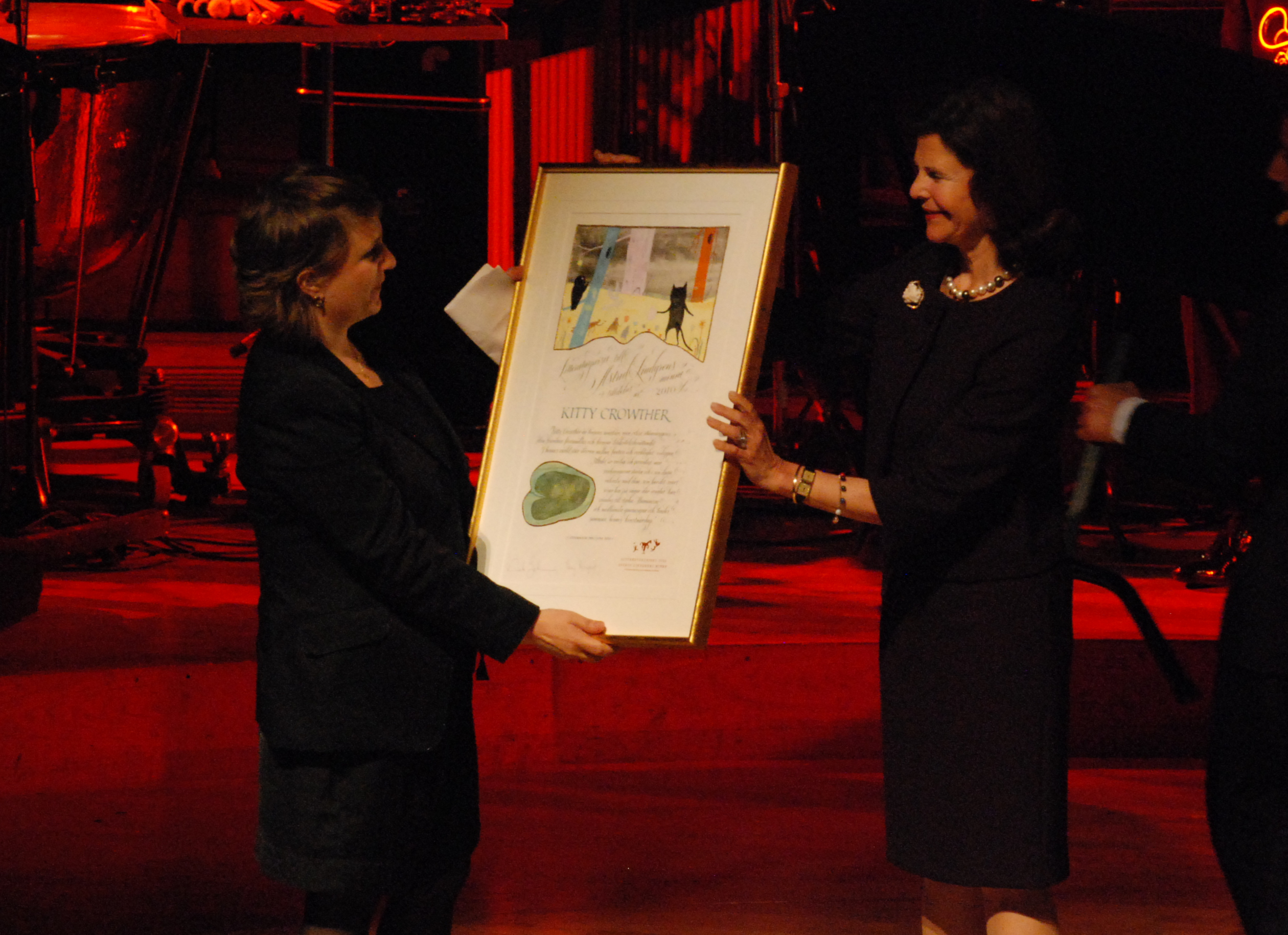

아스트리드 린드그렌 기념상(스웨덴어: Litteraturpriset till Astrid Lindgrens minne, 영어: Astrid Lindgren Memorial Award)은 아동 문학, 청소년 문학 작품에 주어지는 문학상이다. 2002년에 스웨덴의 아동 문학 작가 아스트리드 린드그렌을 기념해 만들어진 것으로, 스웨덴 정부의 주최에 의한 것이다. 매년 심사 끝에 주어지는 것으로, 상금은 500만 스웨덴 크로나로, 전세계의 아동 문학 문학상에서 가장 고액 문학상 중 하나이다.